# Sibintang (Panton Reu)
Sibintang is een bestuurslaag in het regentschap Aceh Barat van de provincie Atjeh, Indonesië. Sibintang telt 207 inwoners (volkstelling 2010).